# D. Stempel
D. Stempel AG var ett tyskt typsnittsgjuteri. Det tillhörde de ledande typsnittsföretagen under 1900-talet. Det grundades av David Stempel i Frankfurt 1895. Två år senare började man tillverka typsnitt. 
Under 1950-talet var det hos Stempel typografen Hermann Zapf släppte sina viktigaste typsnitt som Palatino (1950) och Optima (1958). 1961 lanserade Stempel typsnittet Neue Haas-Grotesk av Max Miedinger, mer känt under namnet Helvetica för att koppla det till den välkända schweiziska typografin. 1967 släppte Stempel Jan Tschicholds typsnitt Sabon.
D. Stempel togs senare över av Linotype som idag äger rättigheterna till typsnitten.